# معين الدين الكاشاني
أحمد بن محسن بن مرتضى الكاشاني المتخلص بـروح و معين ويعرف أيضًا بـمعين الدين أحمد علي (1646 - 1696م) (1056 - 1107هـ) فقيه جعفري وكاتب وشاعر إيراني. ولد في كاشان وهو الابن الاصغر للمحسن الفيض الكاشاني ودرس عليه أولاً. زار مشهد في سنة 1085هـ/ 1674م مع أخيه الأكبر علم الهدى محمد، كما زار العتبات في العراق في سن 1103هـ/ 1674م وحج في 1083هـ/ 1672م. منحه أبوه وأخوه علم الهدى ومحمد باقر المجلسي إجازة للرواية. توفي بناحية قمصر من ضواحي مسقط رأسه ودفن بجوار أبيه. له مؤلفات ورسالات وأشعار بالعربية والفارسية. 

## مؤلفاته
- حياة القلوب، بالعربية، قصائد في الأئمة الاثنى عشر
- رسالة في فضائل القرآن
- رسالة في فضل الصلاة على الرسول
- شرح حياة القلوب، بالعربية
- الفوائد في تفسير القرآن، بالعربية
- كأس الكرام، بالفارسية
- مشكاة القاري، بالعربية
- ينبوع الحياة، بالعربية